# Ринальди, Антонио
Анто́нио Рина́льди (итал. Antonio Rinaldi; 1709 — 10 апреля 1794, Рим) — итальянский архитектор, работавший в России.

## Жизнь и творчество
Учился у Л. Ванвителли, который был старше Ринальди всего на 9 лет. Вероятно, Ринальди был родом из Неаполя или его окрестностей, так как Ванвителли брал в ученики только уроженцев этих мест. В Италии Ринальди участвовал в строительстве римского монастыря св. Августина, руководил возведением собора монастыря св. Магдалены в Пезаро.
В Петербург Ринальди приехал 22 июня 1751 года — это известно из переписки графа Воронцова с его римским корреспондентом графом Бьельке. Связанный контрактом с малороссийским гетманом Разумовским, он уехал для строительства его резиденции в Батурине, но, возможно, не создав там ничего существенного, приехал спустя несколько лет в Петербург и поступил на службу к Малому двору Петра Фёдоровича. После вступления на престол Екатерины II Ринальди был назначен придворным архитектором и оставался в этой должности до 1784 года.
По пути из Рима в Петербург Ринальди проследовал через территорию Германии. На его маршруте оказались или могли оказаться такие города, как Аугсбург, Мюнхен, Дрезден и Берлин. Добравшись до Штетина, он сел на корабль, и оттуда отплыл в российскую столицу (этот маршрут прослеживается по письмам Воронцова и Бьельке). Видимо, немецкие впечатления стоит искать во всех ринальдиевских сооружениях, не забывая при этом и о т. н. итальянском вкусе (то есть стиле), в котором зодчий работал всю свою жизнь. Так, прототипом для Китайского дворца в Ораниенбауме мог стать утраченный в период Второй мировой войны берлинский дворец Камеке (эту параллель провел С. Б. Горбатенко), в планировке Гатчинской резиденции следует видеть влияние мюнхенского Нимфенбурга, гигантского комплекса, состоящего из центрального корпуса, длинных галерей и гигантских каре конюшен и оранжерей. Однако большинство исследователей видят в качестве прототипа Китайского дворца не берлинский дворец и не большой дворец Нимфенбурга, а малый дворец Амалиенбург работы Ф. де Кювилье (1734—1739). Сходство фасадов обоих дворцов очевидно. Современники называли этот приземистый дворец (большие «французские окна» на уровне земли открываются прямо в сад) «голландским домиком», но предполагают, что при этом имелся ввиду «собственный голландский сад» у северной стороны дворца.
Ансамбль шутейного дворца Петерштадт в Ораниенбауме (1756—1762), в особенности «почётные ворота» (единственная постройка, помимо дворца Петра III, возведённая в камне и потому сохранившаяся), стилизована под «петровское барокко» первой четверти XVIII века (иногда эту постройку соотносят с прусско-голландскими фортификационными сооружениями). Исследователи творчества архитектора в этом контексте обращают внимание на переписку Ванвителли и Ринальди, в которой учитель отмечает «игровое начало и артистичность», свойственные таланту ученика. С 1762 года Антонио Ринальди перестраивал Большой дворец в Ораниенбауме. Большой зал и Японский павильон он оформил в стиле рококо. В Японском павильоне хранилась коллекция японского, китайского и саксонского (майсенского) фарфора (ныне частично в Государственном Эрмитаже). Дворец Петра Фёдоровича и Павильон Китайской горки также отмечены влиянием французского рококо и стиля шинуазри. Шедеврами архитектуры являются Большой и Малый китайский кабинеты, оформленные по рисункам Ринальди, с подлинными восточными предметами и панно стилизованными «под Китай». А Фарфоровый кабинет на втором этаже Павильона Катальной горки по изяществу и тонкости отделки безусловно является шедевром оформления интерьера в стиле рококо. Его часто сравнивают с лучшим рокайльным интерьером Франции: Салоном принцессы Отеля Субиз в Париже (проект Ж. Бофрана, 1736—1739) и многие отдают предпочтение работе Ринальди в Ораниенбауме. Удивительно, что не побывав во Франции (есть версия о его краткосрочном визите в Лондон), Ринальди сумел так тонко почувствовать особенности французского стиля.
Манера Ринальди отличалась рационализмом и, в определённой степени, консерватизмом. Это видно, например, по ордеру (колонны, пилястры и лопатки), основному элементу «итальянского вкуса», который всегда располагается в значимых для архитектурной конструкции местах — на углу, охватывая обе его стороны, и в ровном ритме на протяжении всего фасада. Среди работ Ринальди нет ни одного сооружения с совершенно гладкой стеной, прорезанной прямоугольниками окон и дверей, и с портиком-накладкой. Для творческого почерка Ринальди характерны скруглённые углы, падуги, овальные медальоны, лепные гирлянды, наборные паркеты причудливого рисунка с рокайлями и так называемый «цветок Ринальди» — его личный знак из двух пересекающихся и перевязанных лентой цветущих ветвей. Живописные панно для интерьеров Китайского дворца писали итальянские художники: Стефано Торелли, работавший в те годы в Санкт-Петербурге, Джованни Баттиста Тьеполо (прислал панно из Испании, утрачено в 1941 году), братья Серафино и Джоаккино Бароцци. Двенадцать панно (два из них десюдепорты) Стеклярусного кабинета Китайского дворца по проекту Ринальди и французского декоратора Жана-Батиста Пильмана в стиле шинуазри вышивали русские мастерицы из стекляруса, изготовленного на Усть-Рудицкой фабрике М. В. Ломоносова, находившейся неподалёку.
Индивидуальный стиль Антонио Ринальди стал переходным этапом от елизаветинского рококо к екатерининскому классицизму. Создавая «современные дома», Ринальди вынужден был учитывать модные тенденции в убранстве интерьеров. В 1760-х годах благодаря французскому влиянию в России стал популярен т. н. греческий вкус (то, что мы сейчас называем ранним классицизмом). Прихотливые изгибающиеся орнаменты (рокайли и картели, элементы «живописного вкуса», то есть рококо) уступали место более строгим греческим венкам и гирляндам. Образцом этого «нового вкуса» можно считать главные залы двух дворцов, построенных по проектам Ринальди: Гатчинского и Мраморного — Белый и Мраморный.
Предметы обстановки, которые в большом количестве Ринальди закупал в конце 1760-х годов для Ораниенбаума, Гатчины и Петербурга, часто имеют следующие характеристики: «в современном вкусе», «по-гречески» или «à l’antique». Например, в счёте 1766 года вещей, «выбранных месьё Ринальди», читаем: «2 цилиндрических шифоньера с китайской мозаикой из розового дерева и поясом по-гречески». Или в счёте 1769 года: «Камин из белого статуарного мрамора, хорошо вырезанный по-гречески». Часть этих предметов сохранилась, но не на своих родных местах. Так, часы «Учение», доставленные в мае 1768 года «для дворца в Ораниенбауме», оказались в орловской Гатчине и до сих пор стоят на камине Белого зала, а «очень милый комод наборного дерева, снабжённый позолоченной бронзой, чеканенной по-гречески» и «красивые часы, представляющие гениев астрономии из позолоченной бронзы», приобретённые в январе 1769 года, по всей видимости, для Гатчины, с 1950-х годов украшают Фрейлинскую Павловского дворца.
По проекту Ринальди построен собор Св. Екатерины Александрийской в Ямбурге (1762—1782). Он был уничтожен в 1941 году, но воссоздан по подлинным чертежам в 1979 году. По проекту Ринальди строили новое здание Исаакиевского собора (взамен старой церкви Св. Исаакия Далматского, созданной М. Г. Земцовым и С. И. Чевакинским). Храм остался незавершённым, с 1798 года его возводил В. Бренна, а новый собор на том же месте строили в 1818—1858 годах по проекту О. Монферрана. Большой дворец в Гатчине (1766—1781), предназначавшийся императрицей Екатериной для графа Г. Г. Орлова, Ринальди проектировал в свойственной ему манере романтической стилизации под «английский замок». Таково было пожелание императрицы и графа Орлова, известных англоманов. Общая композиция с двором-курдонером, протяжёнными боковыми флигелями, двумя пятигранными башнями с необычными завершениями в виде горизонтальных площадок (без шатров или куполов) действительно характерны для средневековой английской архитектуры (хотя известна и итальянская традиция двубашенных построек: palazzo in fortezza). Романтический образ замка усиливается облицовкой серовато-желтоватым пудожским известняком, меняющим свой цвет в зависимости от погоды и освещения. Безусловно, даже «английский замок» Ринальди рассматривал сквозь призму хорошо известных ему памятников родной Италии. В «самом итальянском здании Петербурга» — Мраморном дворце (также предназначенном графу Орлову), обобщённом образе итальянских палаццо эпохи Возрождения (1768—1785), Ринальди превзошёл сам себя в изысканной «палитре» разных пород мрамора, финского гранита и немногих вызолоченных деталей фасадов здания, в сочетании серо-голубых тонов с белой лепкой в интерьерах. Специалисты отмечают также сходство Мраморного дворца с дворцом в Казерте, где Ринальди начинал свою архитектурную деятельность. В качестве возможных прототипов называют также Королевский дворец в Мадриде (проект Ф. Юварры, 1735), Дворец Шёнбрунн в Вене (И. Б. Фишер фон Эрлах Старший, 1696—1722), восточный фасад Палаццо Одескальки в Риме (Дж. Л. Бернини, 1664—1666).
Ринальди заканчивал затянувшееся строительство самого старого католического храма Санкт-Петербурга — церкви Святой Екатерины Александрийской на Невском проспекте, причём архитектор одновременно исполнял обязанности старосты прихода. Проект «Китайского театра», созданный Ринальди для Царского Села (1772), использовал В. Неелов, а позднее Ч. Камерон при строительстве знаменитой «Китайской деревни». А. Н. Бенуа писал, что произведения Ринальди созвучны музыке Гайдна и Моцарта. Помощником Ринальди был итальянский рисовальщик и скульптор-декоратор Д. Ф. Ламони, работавший затем с В. Бренной в Павловске. Ринальди также создал проекты Князь-Владимирского собора, возможно, дома Мятлевых на Исаакиевской площади, Гатчинских (Орловских) ворот в Царском Селе. С 1768 года Ринальди жил в собственном доме рядом с Зимним дворцом на Миллионной улице, где жили обособленной «колонией» все итальянцы. Дружил с братьями Бароцци и С. Торелли. В 1784 году на строительстве Большого театра старый мастер упал с лесов и серьёзно заболел. В том же году продал дом, подал в отставку и вернулся в Италию. Он умер в Риме в 1794 году.

## Работы

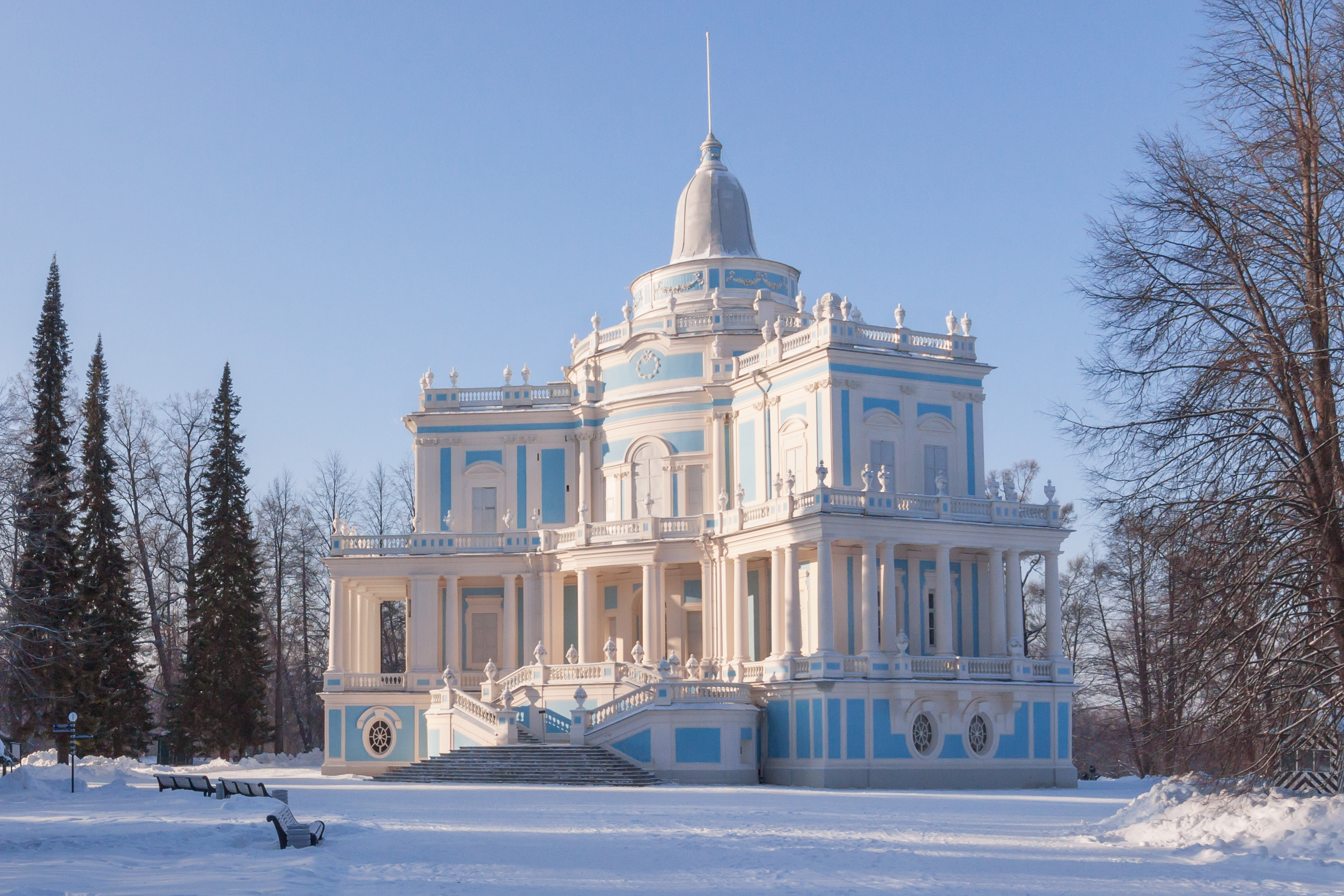
Павильон Катальной горки в Верхнем парке, Ораниенбаум

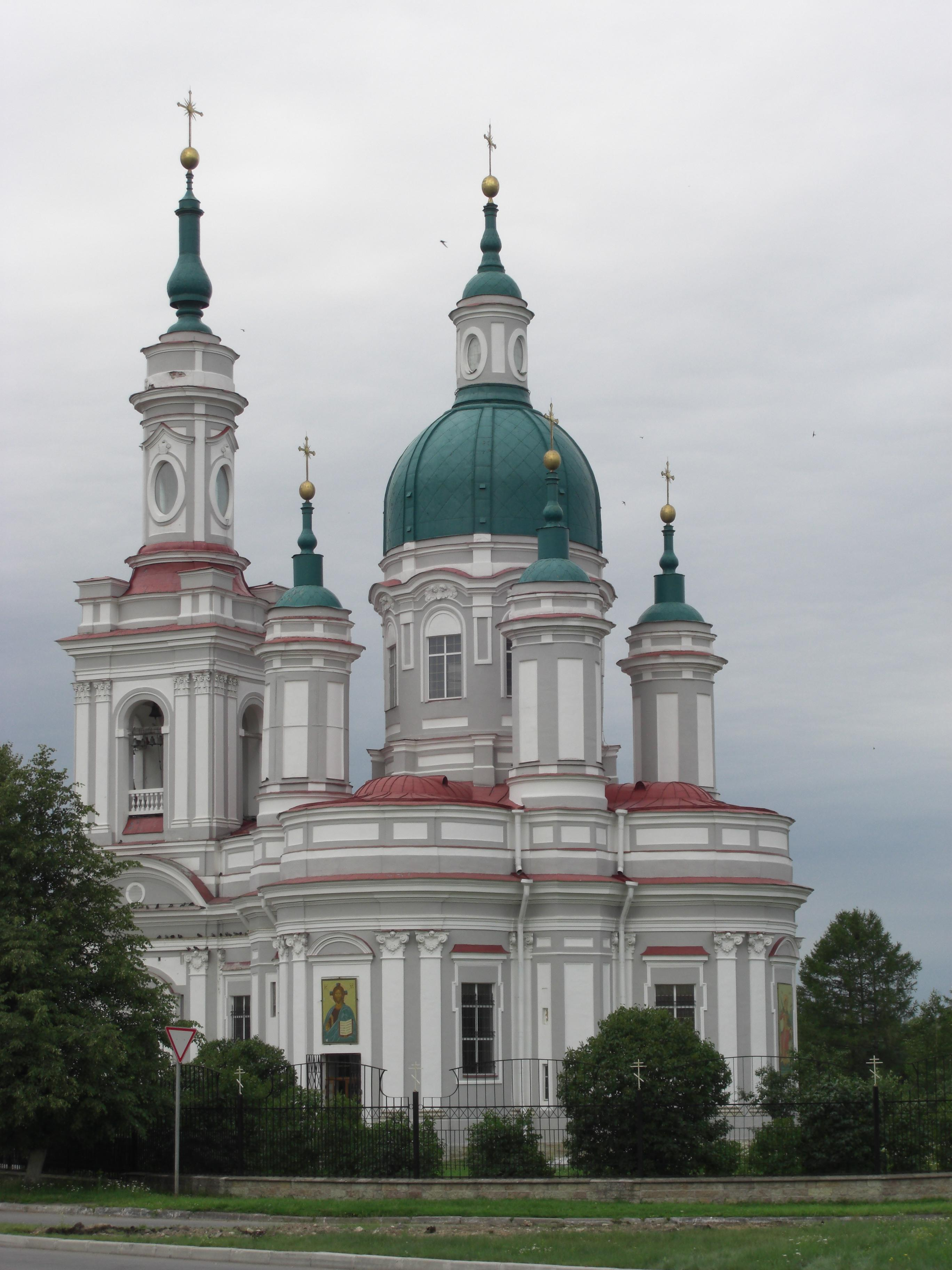
Собор Св. Екатерины Александрийской в Ямбурге

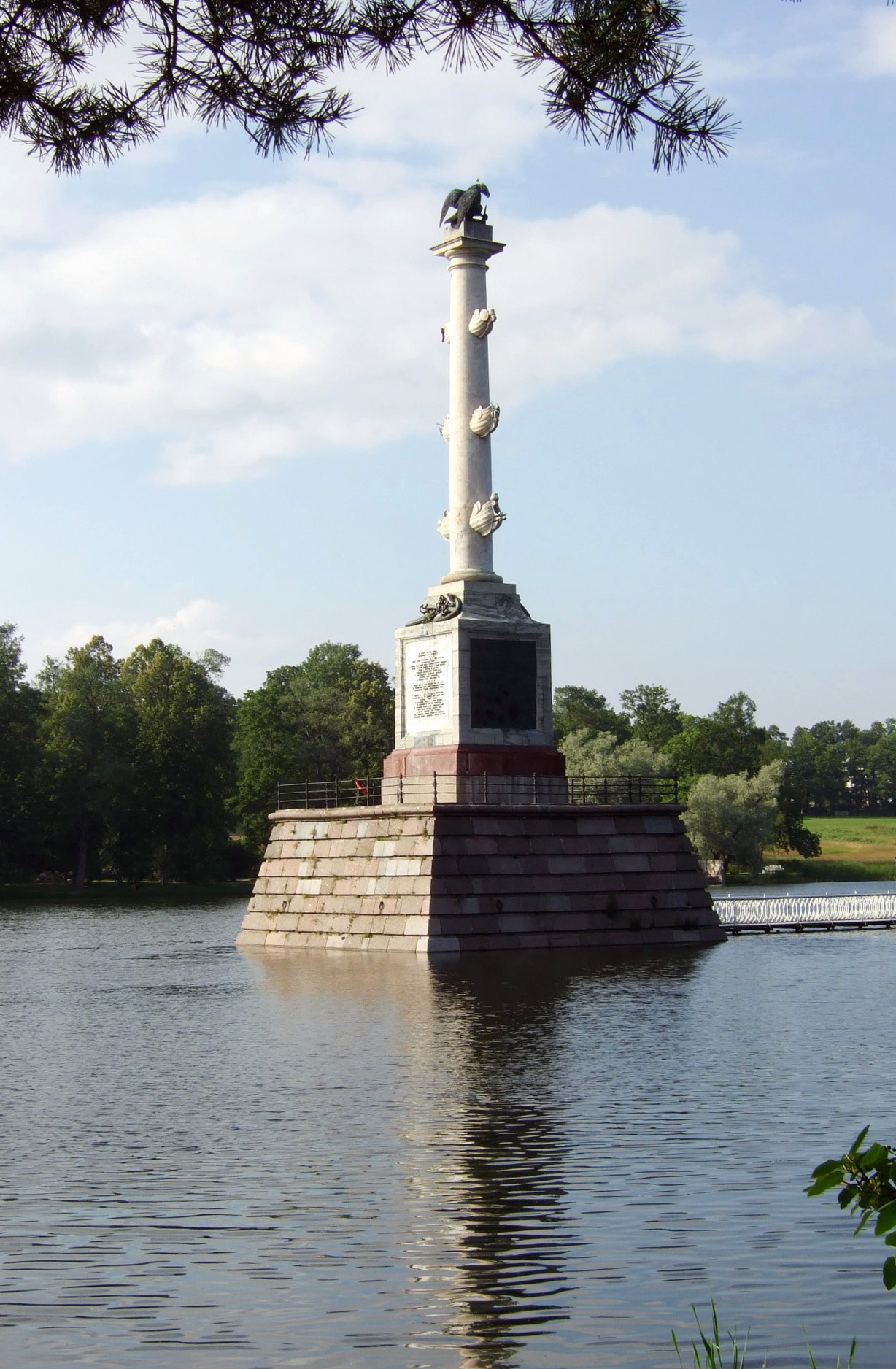
Чесменская колонна в Екатерининском парке Царского Села

Серебряная памятная монета Банка России номиналом 25 рублей (2015)

### В Италии
- Собор для монастыря Св. Магдалены в Пезаро (1740—1745)
- Монастырь Св. Августина в Риме

### В Российской империи

#### В Санкт-Петербурге
- Мраморный дворец (1768—1785).
- Третий Исаакиевский собор (не был доведён до конца, перестроен В. Бренна, в XIX веке заменён ныне существующим по проекту О. Монферрана).
- Князь-Владимирский собор.
- Католический храм св. Екатерины.
- Колокольня церкви Вознесения Господня (не сохранилась).
- Большой театр (объём здания, фасады по проекту Тишбейна).
- Тучков буян (склады пеньки на набережной Малой Невы, доработка проекта М. А. Деденева, 1763—1772).
- Верстовые столбы (1787; более вероятный автор — Ж. Б. Валлен-Деламот)
- Фигура ангела для шпиля Петропавловского собора взамен прежнего, повреждённого бурей (1777).
- Авторству Ринальди приписывают обелиски в Усть-Ижоре и в Рыбацком (на Рыбацком проспекте) в память об ополчении в Русско-шведской войне (1788—1790). Памятники были установлены в 1789 году.

#### В пригородах Петербурга
- Большой дворец в Гатчине (1766—1781, позже был перестроен).
- Екатерининский собор в Ямбурге (ныне Кингисепп).

##### ВОраниенбауме
- Дворец Петра III (1758—1762).
- Оперный дом (1755—1761, совместно с П. Ю. Патоном; согласно другим источникам — проект Б. Ф. Растрелли).
- Китайский дворец (1762—1768).
- Катальная горка (1762—1774).

##### ВЦарском Селе
- Китайский театр.
- Китайский павильон.
- Чесменская колонна.
- Морейская колонна.
- Кагульский обелиск (идентичный обелиск в подмосковном Кусково был прислан П. Б. Шереметеву Екатериной II; никому не приписывается).
- Крымская колонна.
- Памятник А. Д. Ланскому.
- Орловские ворота и верстовой столб рядом.

#### В провинции
- Храм Воскресения Христова в Почепе (Брянская область, Россия).
- На Украине деревянные сооружения не сохранились.